# 旭川市立常盤中学校
旭川市立常盤中学校（あさひかわしりつ ときわちゅうがっこう）は、北海道旭川市10条通11丁目にかつて存在した公立中学校。旧校名は旭川市立第五中学校。現在の旭川市立中央中学校の前身の一つである。
近年の生徒数減少のため、旭川市立聖園中学校（旧：市立第六中学校）、旭川市立北都中学校（旧：市立第七中学校）と共に統合されることが決定し、2015年新設の旭川市立中央中学校に機能を引き継ぐ形で、同年3月末で閉校した。なお、旭川市立中央中学校の校舎は本校の跡地に建設されている。

## 沿革
- 1947年（昭和22年）5月：旭川市立第五中学校として開校。当初は旭川市立日章小学校の校舎を間借りしていた。
- 1948年（昭和23年）：旭川市立常盤中学校に校名変更。
- 1950年（昭和25年）
  - 7月15日 - 8月23日：道内では戦後初となる地方博覧会として、北海道開発大博覧会が常磐公園をメイン会場として開催される[4][5]。
  - 11月 - 新校舎が建設され現在地に移転。常盤公園内に建設された北海道開発大博覧会のパビリオンのいくつかが校舎に転用された[4]。
- 1978年6月：病虚弱者学級「ときわ学級」を開設。
- 1985年4月：情緒障害（登校拒否）学級を開設。
- 2011年（平成23年）6月：本校と旭川市立北都中学校・聖園中学校の3校を統合し、新設校の校舎を本校敷地に建設することとなる。
- 2012年（平成24年）12月：統合後の新設校の校名を「旭川市立中央中学校」とすることを決定[6][7]。
- 2015年（平成27年）3月31日：新設された「旭川市立中央中学校」に統合され閉校。

## 統合計画
近年、本校及び学区が隣接する北都中学校・聖園中学校の生徒数が減少していることから、これらの学校を統合させる計画が浮上。2010年10月の時点では宮下通り4〜5丁目付近に新設校を建設するとしていたが、新校舎の増改築などの利便性から、2011年6月に旭川市教育委員会は本校の敷地内に新校舎を建設する変更案を提示。同年7月の検討会議を経て、8月に本校の敷地に新設校舎を建設することを事実上決定した。
2012年12月に、旭川市教育委員会は新設校の校名を「旭川市立中央中学校」とすることを決定。また同時に新設校の制服も決定し「新設校において全員が同じ制服を着用できるように」との配慮から、統合対象の3校では2013年度入学の生徒から新制服が採用された。
しかし、聖園中学校の学区（特に新町地区や亀吉地区）から本校までは相当離れており、特に冬期には徒歩での通学が困難になることが予想されるため、同校の学区在住者を中心に反対運動も行われた。これに対しては、市がバス通学のための通学費補助を行う方針を示した。そのほか、2013年7月から2017年春にかけてグラウンドが資材置き場として占有されるため、その間の体育の授業や運動部の活動が実施困難になる恐れも浮上した。
2012年時点では、市教委は2015年4月に新設校を開校する予定とし、上記の反対運動があることなどから開校までには紆余曲折が予想されたものの、2015年4月に予定通り統合・閉校された。

## 制服
閉校時点の制服は1996年度の入学生から採用されたものであった。男女ともブレザーを着用し、中にはポロシャツを着る。なお、旭川市内のブレザーを制服とする学校で、年間通してポロシャツを制服として指定しているのは本校のみであり、女子制服にポロシャツを採用した中学校も本校のみであった。
前述の学校統合により新制服が制定され、この制服の着用は2012年度入学生（1999年度生まれ）が最後となった。

### 男子
上着は紺色で、胸ポケットとボタン（足つき）には校章が描かれている。ズボンは青紫を中心としたチェック模様である。上には胸ポケットが付いた白地のポロシャツを着用する。ポロシャツの左袖には学校のエンブレムが描かれている。

### 女子
上着は縹色である点を除けば、男子のものと変わらない。また、男子とほぼ同じデザイン（胸ポケットはない）のトンボ製のポロシャツの着用が義務付けられている。スカートとベストは素材と柄が同じで、青紫と黄色のチェック模様である（男子のものとは異なる）。ベストは横に2つのボタンで留めるタイプのものである。

### 体操着
アシックス製の水色のジャージを着用する。デザインは男女共用。右胸付近に黄色い文字で名前が書かれている。

## 部活動
- 卓球部
- バスケットボール部
- 吹奏楽部

## 旭川探訪学習
本校の特別活動として「旭川探訪学習」があった。その一環として1984年以降、毎年夏に平和通買物公園のブロンズ像をはじめとする野外彫刻の清掃を行っていた。これは生徒たちに身近にある芸術作品に触れ愛着心を持たせることと、公共物を大切にする態度を養うことを目標としていた。また同時にごみ拾いや買物公園自転車禁止街頭啓発活動を行い、旭川市民の一員として積極的により良い社会作りに貢献する姿勢を養っていた。
この活動については旭川市の「おもてな市計画」の一環として、北海道新聞の2008年2月23日号に掲載された。同校の田中義彦教諭（のち旭川市立旭川中学校教頭）と、同年度の前期生徒会長を務めた女子生徒がインタビューに応じている。

## 週刊ダイヤモンドでの生徒会活動紹介
2010年11月6日発行の『週刊ダイヤモンド』45号で、同年度の前期生徒会長を務めた生徒が『もし高校野球の女子マネージャーがドラッカーの『マネジメント』を読んだら』を読んで生徒会活動につなげたエピソードが紹介された。
彼女は学校祭の「よさこい」の振り付けを担当した際、チームリーダーの男子生徒の反発を受け窮地に陥ったこと、ドラッカーのマネジメントに関する考えを知り、チーム替えを行ったことで全体がまとまったことなどを語り、「顧客である支えてくれている人全員のことを考えられたので、できました」と述べている。

## 著名な出身者
- 佐々木秀典（衆議院議員）[8]